# حسین‌آباد (سراوان)
حسین‌آباد یا حسین‌آباد دازوکی، روستایی در دهستان حومه بخش مرکزی شهرستان سراوان در استان سیستان و بلوچستان ایران است.

## جمعیت
بر پایه سرشماری عمومی نفوس و مسکن در سال ۱۳۹۵، جمعیت این روستا برابر با ۱۰۰ نفر (۱۹ خانوار) بوده‌است.